# シキョン
シキョン（チベット語: སྲིད་སྐྱོང༌, ラテン文字転写: Sikyong）とは、現在のチベット亡命政府であるガンデンポタンの政治上の最高指導者を表す用語である。チベット亡命政府の政治最高指導者と訳され、また摂政、首相という訳もある。チベット亡命政府は「シキョンはチベット中央政権の『主席（President）』という意味」としている。
中華人民共和国の地方官である西蔵自治区人民政府主席とはまったく別の地位である。

## 歴史
2012年まではこの地位はカロン・ティパ（チベット語: བཀའ་བློན་ཁྲི་པ་、主席大臣）と称されており、これもまた「チベット亡命政府首相」と訳されてきた。
1959年の「チベット臨時政府」の樹立以降も、カロン・ティパは事実上の元首であるダライ・ラマ14世に従属する立場であった。2001年に民主的な選挙プロセスが確立されて以降は、亡命チベット人により選挙で選ばれるようになった。公選で選出された初のカロン・ティパは、2001年8月20日に行われた選挙で得票率84.5％で選出された第12代のサムドン・リンポチェ5世ロブサン・テンジンである。現職は2021年5月27日に就任したぺンパ・ツェリン。前任は2011年8月8日 - 2021年5月26日在任のロブサン・センゲ。
2011年現在、副主席大臣にあたる役職は設置されておらず、任期途中で辞任した場合は新たに選び直す。任期は5年であり、3選は禁じられている。
2011年3月、ダライ・ラマ14世は政治的立場から退く声明を出し、これを受けて同年5月に亡命チベット人憲章が改訂され、それまでダライ・ラマの有していた政治的権限などがカロン・ティパに移譲されてカロン・ティパが政治上の最高指導者となった。翌2012年9月20日、第15期中央チベット政権議会は亡命チベット人憲章を改訂し、カロン・ティパの称号をシキョン（政治最高指導者）と改めた。

## シキョンの一覧
| カロン・ティパ (1959-2012) |                                                          |                |                        |                              |                                |      |
| 代                         | カロン・ティパ                                           | カロン・ティパ | 期                     | 在任期間                     | 在任期間                       | 備考 |
| 1                          | ジャンサ・ツァンギ                                       |                | －                     | 1959年 - 1960年              |                                |      |
| 2                          | スルカン・ガワンゲレク དབང་ཆེན་དགེ་ལེགས                     |                | －                     | 1960年 - 1965年              |                                |      |
| 3                          | シェンカ・ギュルメ・トプギェル འགྱུར་མེད་སྟོབས་རྒྱལ             |                | －                     | 1965年 - 1970年              |                                |      |
| 4                          | ガラン・ロプサン・リクジン                               |                | －                     | 1970年 - 1975年              |                                |      |
| 5                          | クンデリン・オーセル・ギェンツェン ཀུན་བདེ་གླིང་འོད་ཟེར་རྒྱལ་མཚན |                | －                     | 1975年 - 1980年              |                                |      |
| 6                          | ワンドゥ・ドルジェ དབང་སྡུད་རྡོ་རྗེ                            |                | －                     | 1980年 - 1985年              |                                |      |
| 7                          | ジュチェン・トゥプテン・ナムギェル འཇུ་ཆེན་ཐུབ་བསྟན་རྣམ་རྒྱལ    |                | －                     | 1985年 - 1990年              |                                |      |
| 8                          | ケサン・エシェ                                           |                | －                     | 1990年 - 1991年              |                                |      |
| 9                          | ギャロ・トンドゥプ རྒྱལ་ལོ་དོན་འགྲུབ                           |                | －                     | 1991年 - 1993年              |                                |      |
| 10                         | テトン・テンジン・ナムギェル བཀྲས་མཐོང་བསྟན་འཛིན་རྣམ་རྒྱལ་      |                | －                     | 1993年 - 1996年              |                                |      |
| 11                         | ソナム・トプギェル བསོད་ནམས་སྟོབས་རྒྱལ                        |                | －                     | 1997年4月 - 2001年9月5日     |                                |      |
| 12                         | ロブサン・テンジン བློ་བཟང་བསྟན་འཛིན་༌                       |                | －                     | 2001年9月5日 - 2011年8月8日  | 9年 + 337日                    |      |
| 13                         | ロブサン・センゲ བློ་བཟང་སེང་གེ་༌                            |                | 1                      | 2011年8月8日 - 2012年9月20日 | 1年 + 43日                     |      |
| シキョン (2012-現在)       |                                                          |                |                        |                              |                                |      |
| (13)                       | ロブサン・センゲ བློ་བཟང་སེང་གེ་༌                            |                | (1)                    | 2012年9月20日 - 2016年       | 8年 + 249日 （計 9年 + 292日） |      |
| (13)                       | ロブサン・センゲ བློ་བཟང་སེང་གེ་༌                            | 2              | 2016年 - 2021年5月27日 |                              | 8年 + 249日 （計 9年 + 292日） |      |
| 14                         | ペンパ・ツェリン སྤེན་པ་ཚེ་རིང་                              |                | 3                      | 2021年5月27日 - （現職）     | 4年 + 53日                     |      |